# NGC 4772
NGC 4772 is een spiraalvormig sterrenstelsel in het sterrenbeeld Maagd. Het hemelobject ligt 61 miljoen lichtjaar van de Aarde verwijderd en werd op 24 januari 1784 ontdekt door de Duits-Britse astronoom William Herschel.

## Synoniemen
- UGC 8021
- MCG 0-33-18
- ZWG 15.32
- PGC 43798